# 刘仙洲

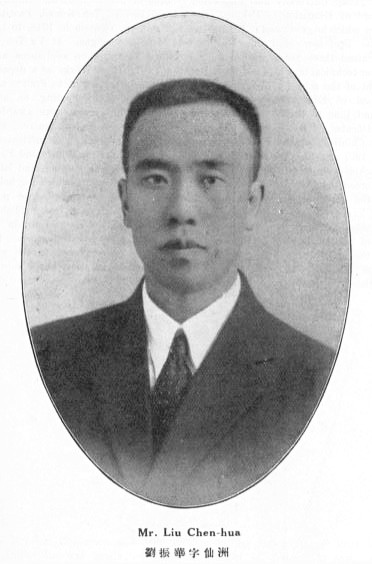

劉仙洲（1890年1月27日—1975年10月6日），原名鶴，又名振華，字付竹，男，直隶（今河北）完縣人，中國近代工程教育家、機械工程學家。

## 生平
刘仙洲是河北完縣唐興店村人。七歲入讀私塾。十七歲進入保定崇實中學。1908年他受到《民報》的革命思想影響加入同盟會。後來轉到保定育德中學附設的留法勤工儉學預備班。1911年辛亥革命，他積極參加保定地區的革命活動。1912年，保定育德中學復課，他返回學校並在翌年畢業。1913年2月，考入北京大學預科。1914年，進入香港大學工程科學系。1918年以第一名畢業，獲學士學位。期间，他曾在河北省立农学院（河北农业大学前身）任教。
1924年8月，他到北洋大學出任校長。後來北洋軍閥混戰，他轉到東北大學擔任機械系主任。1932年，擔任清華大學教授。
抗日戰爭勝利後，到美國考察農業機械，回國後撰寫《農業機械與中國》報告。1946年后又积极从事农业机械的推广和中国农业机械工程发明史的研究工作，作出了重要贡献。
中華人民共和國建立後，他曾出任清华大学第一副校長。

## 著作
- 《中國古代農業機械發明史》
- 《中國機械工程發明史》
- 《中國在農業機械方面的發明》
- 《中國農器改進問題》
- 《中國機械工程史料》(1935)
- 《熱機學》
- 《熱工學》
- 《機械原理》
- 《英漢機械工程辭典》
- 《中國機械工程學報》
- 《知識叢書》